# Bergunda socken
Bergunda socken i Småland ingick i Kinnevalds härad i Värend, ingår sedan 1971 i Växjö kommun och motsvarar från 2016 Bergunda distrikt i Kronobergs län.
Socknens areal är 64,52 kvadratkilometer, varav land 59,59 År 2000 fanns här 884 invånare. En del av tätorten Växjö och en del av tätorten Gemla samt kyrkbyn Bergunda med sockenkyrkan Bergunda kyrka ligger i socknen. 

## Administrativ historik
Bergs socken har medeltida ursprung. 
Vid kommunreformen 1862 övergick socknens ansvar för de kyrkliga frågorna till Bergunda församling och för de borgerliga frågorna till Bergunda landskommun.  Denna senare utökades 1952 innan den 1971 uppgick i Växjö kommun. Huvuddelen av församlingen uppgick 2014 i Öjaby församling.
1 januari 2016 inrättades distriktet Bergunda, med samma omfattning som församlingen hade 1999/2000.  
Socknen har tillhört samma fögderier och domsagor som Kinnevalds härad. De indelta soldaterna tillhörde Kronobergs regemente, Norrvidinge kompani.

## Geografi
Bergunda socken ligger sydväst om Växjö kring Heligeån (Mörrumsån) och Bergkvarasjön. Socknen är en småkuperad odlings och skogsbygd med lövskog.

## Fornminnen

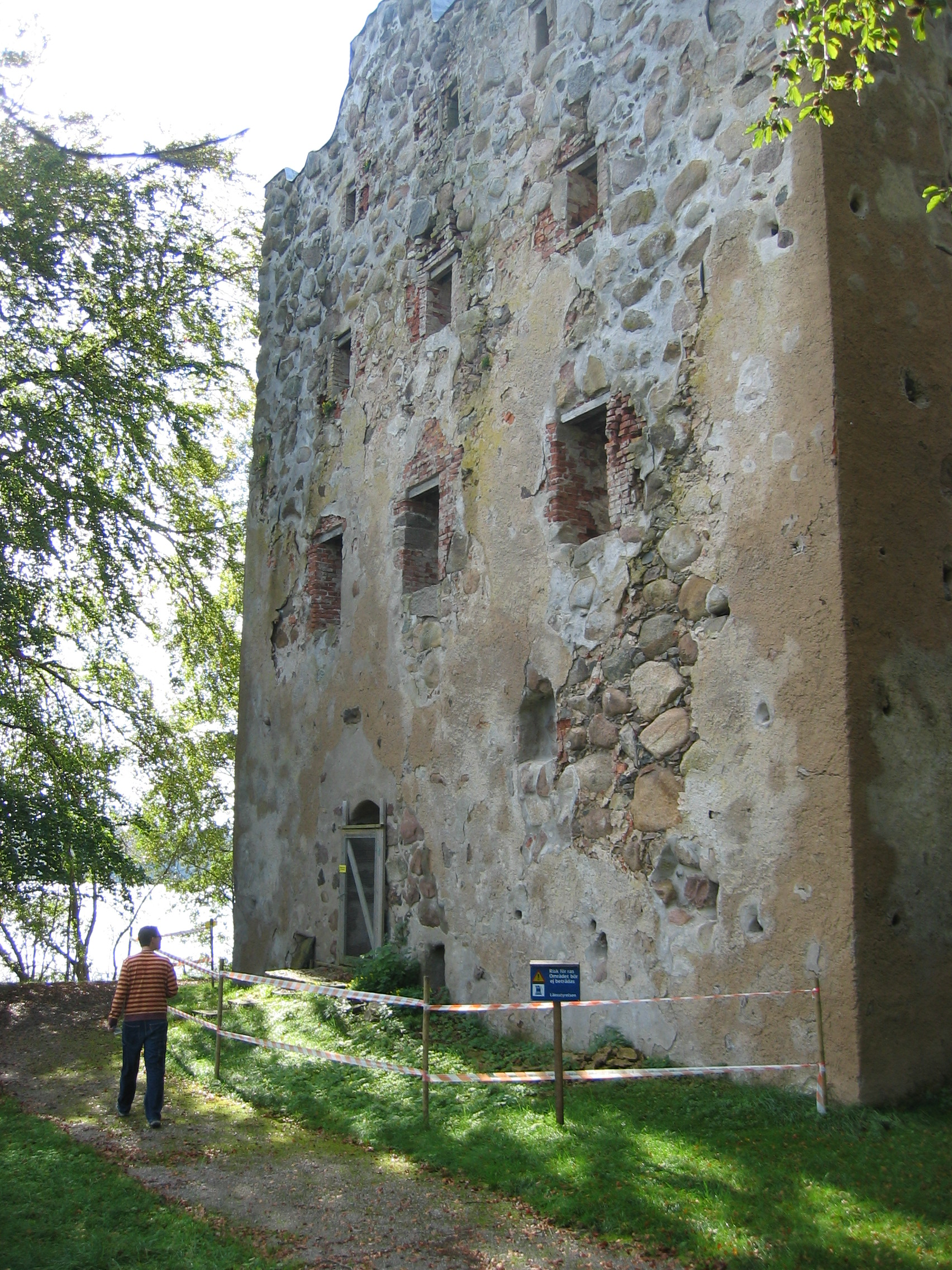
Bergkvara slottsruin

Ett tiotal hällkistor, ett femtiotal gravrösen från bronsåldern och ett större järnåldersgravfält vid Marklanda finns här, en offerkälla (Siffersta källa) vid Odenslanda. Runristningar finns vid Dänningelanda och Vererslöv. Bergkvara slottsruin ligger i socken.

## Namnet
Namnet (1401 Bärgundom), taget från kyrkbyn, är ursprungligen ett sjönamn, bergsjön.

### Fotnoter
1. 1 2 3  Svensk Uppslagsbok Bergunda socken Arkiverad 19 augusti 2015 hämtat från the Wayback Machine.
2. 1 2  Harlén, Hans; Harlén Eivy (2003). Sverige från A till Ö: geografisk-historisk uppslagsbok. Stockholm: Kommentus. Libris 9337075. ISBN 91-7345-139-8
3. ↑  ”Församlingar”. Statistiska centralbyrån. https://www.scb.se/hitta-statistik/regional-statistik-och-kartor/regionala-indelningar/forsamlingar/. Läst 30 december 2022.
4. ↑  Administrativ historik för Bergunda socken (Klicka på församlingsposten). Källa: Nationella arkivdatabasen, Riksarkivet.
5. 1 2  Sjögren, Otto (1931). Sverige geografisk beskrivning del 2 Östergötlands, Jönköpings, Kronobergs, Kalmar och Gotlands län. Stockholm: Wahlström & Widstrand. Libris 9939
6. 1 2 3  Nationalencyklopedin
7. ↑  Fornlämningar, Statens historiska museum: Bergunda socken
8. ↑  Fornminnesregistret, Riksantikvarieämbetet: Bergunda socken Fornminnen i socknen erhålls på kartan genom att skriva in sockennamn (utan "socken") i "Ange geografiskt område"